# Éric Dall'Armelina
Éric Dall'Armelina (Oullins, 15 november 1959) is een Frans voormalig wielrenner die tussen 1982 en 1985 als professional actief was. Hij werd ontdekt door Jean de Gribaldy. Door een verkeersongeval moest hij zijn loopbaan vroegtijdig beëindigen.

## Palmares
1982
1e etappe Omloop Het Volk
1e etappe Ronde van Corsica
2e etappe Parijs-Bourges
1983
Nice-Alassio
Grand Prix de Mauléon-Moulins
3e etappe Ronde van Lorraine
2e etappe (deel B) Critérium du Dauphiné Libéré
9e etappe Ronde van Zwitserland
1984
3e etappe (deel A) Tour d'Armorique

### Resultaten in voornaamste wedstrijden
| Jaar | Ronde van Italië | Ronde van Frankrijk | Ronde van Spanje |
| ---- | ---------------- | ------------------- | ---------------- |
| 1982 |                  |                     |                  |
| 1983 |                  | 74e                 |                  |
| 1984 |                  |                     | opgave           |

| Jaar |  | WK op de weg |
| ---- |  | ------------ |
| 1982 |  | opgave       |
| 1983 |  |              |
| 1984 |  |              |